# 穆慈皇后
穆慈皇后（越南语：／；？—？），越南陳朝穆祖陳京的夫人。
穆慈皇后事跡不詳，只知她嫁與陳穆祖。興隆二十一年（1321年）正月，陳英宗陳烇追尊她諡號為穆慈皇后。